# Tachihara Masaaki
Tachihara Masaaki (japanisch 立原 正秋; * 6. Januar 1926 in Andō, Chōsen, früheres Japanisches Kaiserreich, heutiges Südkorea; † 12. August 1980 in Kamakura, Japan) war ein japanischer Schriftsteller.
Tachihara wurde in Andō während der Zeit, als Korea ein Teil des Japanischen Kaiserreichs war, als Sohn koreastämmiger Eltern geboren. Sein koreanischer Name war Kim Yun-kyu (kor. 김윤규, 金胤奎). Nach dem Tod des Vaters kam er Mitte der 1930er Jahre zog er nach Yokosuka. In Tokio studierte er ab 1945 Jura an der Waseda-Universität.
Ab dem Folgejahr besuchte er auch Vorlesungen über japanische Literatur. Mit seinem ersten Roman Bakushū gewann er einen Wettbewerb der von Tanizaki Seiji herausgegebenen Literaturzeitschrift Bungei Kenkyūkai und entschloss sich zu einer Laufbahn als Schriftsteller. In hohem Maße war er beeindruckt von der mittelalterlichen japanischen Kultur, wie der Keramik, der Gartenkunst und dem Nō-Theater. Es hieß, Fūshikaden (風姿花伝), ein Standardwerk über das Nō-Theater von Zeami Motokiyo, sei ein Leitfaden seines eigenen literarischen Schaffens gewesen. 1966 wurde er mit dem Naoki-Preis ausgezeichnet.

## Werke (Auswahl)
- Bakushū (麦秋)
- Tanin no Jiyū (他人の自由), 1958
- Takigi Nō (薪能)
- Tsurugi-ga-Saki (剣ケ崎)
- Shiroi Keshi (白い罌粟)
- Fuyu no Tabi (冬の旅)
- Natsu no Hikari (夏の光)
- Kinuta (きぬた)
- Fuyu no Katami ni (冬のかたみに)